# Harald Agersnap
Harald Søltoft Agersnap (2. marts 1899 i Vinding – 16. januar 1982 i Ordrup) var en dansk pianist, violoncellist, komponist og dirigent. Elev af bl.a. Otto Malling og Carl Nielsen og søn af maleren Hans Agersnap.
Virkede som cellistvikar i Det kgl. Kapel og i Tivolis Symfoniorkester, men fik hurtigt forskellige poster som dirigent. Dansk Skolescene 1924-1930, Det kgl. Teater 1926-29, Komediehuset 1929-30 samt mandskoret Bel Canto 1934-1966. Fra 1934-66 var han syngemester (leder af operakoret) på Det kgl. Teater.
Agersnap skrev en stor mængde musik i en fransk inspireret impressionistisk stil, der beskrives som selvstændig, men ikke fornyende. En manuskriptsamling på Det Kgl. Bibliotek rummer ca. 320 manuskripter.

## Musik (i udvalg)
- Nips (ballet 1920)
- Aladdin (skuespil 1925)
- Gildet på Solhaug (skuespil 1924)
- Prinsessen og det halve kongerige (skuespil 1927)
- Og Pippa danser (skuespil 1930)
- Suite i danserytmer (blæserkvintet 1931)
- Sonate for bratsch og klaver (1931)
- Interludium for fløjte, violin og cello (1936)
- Sonatine inversa (cello og klaver 1937)
- 3 stykker for obo med orkester (1938)
- Intrada festivo (orkester 1938)
- Agave (sang og orkester 1939)
- Pigen fra Kaas (orkester 1941)
- Strygekvartet nr. 1 (1943)
- Strygekvartet nr. 2 (1947)
- Karneval i maj (opera)
- ca. 90 sange
- kammermusik
- klavermusik

## Bøger
- Dansk biografisk leksikon, 3. udgave 1979
- Danske komponister af i dag, en værkfortegnelse. Dansk Komponistforening, København 1983
- Det kongelige operakor, København 1993
- Musikken Mestre, danske Komponister, København 1947